# Kowale (powiat kwidzyński)
Kowale – wieś w Polsce położona w województwie pomorskim, w powiecie kwidzyńskim, w gminie Prabuty.
W latach 1975–1998 miejscowość należała administracyjnie do województwa elbląskiego.